# アーロン・ウィギンズ
アーロン・ダニエル・ウィギンズ（Aaron Daniel Wiggins, 1999年1月2日 - ）は、アメリカ合衆国ノースカロライナ州グリーンズボロ出身のプロバスケットボール選手。NBAのオクラホマシティ・サンダーに所属している。ポジションはシューティングガードまたはスモールフォワード。

## 経歴

### 生い立ち
幼少期はバスケの他にアメリカンフットボールや陸上競技もプレーした他、ピアノやトロンボーンの演奏、演劇出演なども行っていた。

### ハイスクール
グリムズリー高等学校からウェズリアン・クリスチャンアカデミーに転校し、4年目のシーズンにはシャーロットのAAUチームに選出された。主要サイトから4つ星評価を受け、2017年6月3日にメリーランド大学へコミットした。

### カレッジ
1年目の2018-19シーズン開幕当初は先発出場していたが、ベンチ出場の方がリズム良くプレーできるとして、ヘッドコーチにシックスマン起用を直訴し、受理された。ミシガン大学戦、ミシガン州立大学戦でシーズンハイとなる15得点を記録した。このシーズンは34試合に出場して平均8.3得点、3.3リバウンドを記録。3ポイントシュート成功率41.3%はチームハイだった。

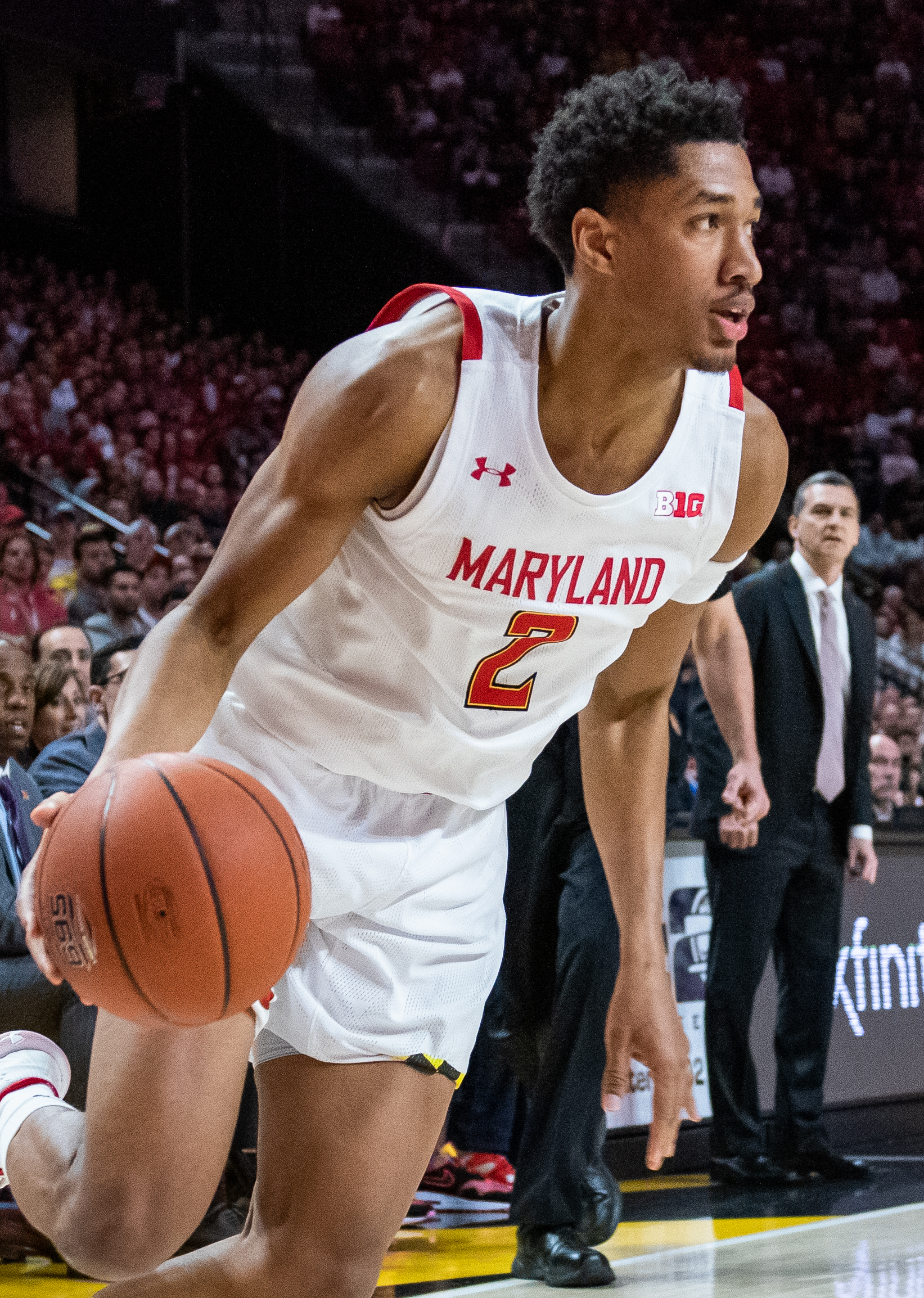
メリーランド大学でのウィギンズ
（2020年）

2019-20シーズン、2020年2月23日のオハイオ州立大学戦で6本の3ポイントシュートを成功させ、シーズンハイとなる20得点を記録した。このシーズンは31試合に出場して平均10.4得点、4.9リバウンドを記録し、ビッグ10カンファレンスのシックスマン賞を受賞した。
2020-21シーズン、NCAAトーナメント2回戦のアラバマ大学戦でキャリアハイとなる27得点を記録したが、試合は敗れた。このシーズは31試合に平均14.5得点、5.8リバウンド、2.5アシストを記録。シーズン終了後に2021年のNBAドラフトへアーリーエントリーした。

### オクラホマシティ・サンダー
2021年のNBAドラフトにて2巡目全体55位でオクラホマシティ・サンダーから指名され、2021年8月15日にツーウェイ契約を結んだ。
2021-22シーズン、2021年12月26日のニューオーリンズ・ペリカンズ戦でキャリアハイとなる24得点を記録した。2022年2月16日にサンダーと正式契約を結んだ。
2024年7月7日にサンダーと5年総額4700万ドルで再契約した。2024-25シーズン、2025年2月1日のサクラメント・キングス戦でキャリアハイを大幅に更新する41得点、14リバウンドを記録し、チームは144-110で勝利した。

## 個人成績

### NBA

#### レギュラーシーズン
| シーズン | チーム | GP  | GS | MPG  | FG%  | 3P%  | FT%  | RPG | APG | SPG | BPG | PPG  |
| -------- | ------ | --- | -- | ---- | ---- | ---- | ---- | --- | --- | --- | --- | ---- |
| 2021–22  | OKC    | 50  | 35 | 24.2 | .463 | .304 | .729 | 3.6 | 1.4 | .6  | .2  | 8.3  |
| 2022–23  | OKC    | 70  | 14 | 18.5 | .512 | .393 | .831 | 3.0 | 1.1 | .6  | .2  | 6.8  |
| 2023–24  | OKC    | 78  | 4  | 15.7 | .562 | .492 | .789 | 2.4 | 1.1 | .7  | .2  | 6.9  |
| 2024–25  | OKC    | 76  | 26 | 22.9 | .488 | .383 | .831 | 3.9 | 1.8 | .8  | .2  | 12.0 |
| 通算     | 通算   | 274 | 79 | 20.0 | .504 | .389 | .794 | 3.2 | 1.3 | .7  | .2  | 8.6  |

#### プレーオフ
| シーズン | チーム | GP | GS | MPG  | FG%  | 3P%  | FT%  | RPG | APG | SPG | BPG | PPG |
| -------- | ------ | -- | -- | ---- | ---- | ---- | ---- | --- | --- | --- | --- | --- |
| 2024     | OKC    | 10 | 0  | 15.7 | .489 | .300 | .909 | 3.2 | 1.0 | .6  | .3  | 6.2 |
| 2025     | OKC    | 22 | 0  | 13.8 | .395 | .362 | .765 | 2.3 | .9  | .5  | .3  | 6.0 |
| 通算     | 通算   | 32 | 0  | 14.4 | .422 | .348 | .821 | 2.6 | .9  | .5  | .3  | 6.1 |

### カレッジ
| シーズン | チーム       | GP | GS | MPG  | FG%  | 3P%  | FT%  | RPG | APG | SPG | BPG | PPG  |
| -------- | ------------ | -- | -- | ---- | ---- | ---- | ---- | --- | --- | --- | --- | ---- |
| 2018-19  | メリーランド | 34 | 4  | 23.5 | .385 | .413 | .867 | 3.3 | .8  | .8  | .2  | 8.3  |
| 2019-20  | メリーランド | 31 | 16 | 28.6 | .377 | .317 | .717 | 4.9 | 1.4 | .8  | .4  | 10.4 |
| 2020-21  | メリーランド | 31 | 30 | 33.0 | .446 | .356 | .772 | 5.8 | 2.5 | 1.1 | .5  | 14.5 |
| 通算     | 通算         | 96 | 50 | 28.2 | .407 | .361 | .769 | 4.6 | 1.6 | .9  | .4  | 11.0 |